# Уткур-бий
Уткур-бий (Уткур Суфи узб. Utkurbiy; 1743, Бухара, Бухарское ханство — 1812 года, Бухара, Бухарский эмират) — государственный и военный деятель, верховный кушбеги — премьер министр (1790—1812) Бухарского эмирата.

## Происхождение
Уткурбий по происхождению был из узбекского рода мангыт, родился в Бухаре.

## Политическая и военная деятельность
Во время правления эмира Шахмурада (1785—1800) большое влияние приобрел верховный кушбеги Уткурбий. Во время болезни эмира Шахмурада именно он предложил передать престол одному из его многочисленных сыновей Хайдару (1800—1826).
При правлении эмира Хайдара Уткур кушбеги сохранил должность кушбеги и даже смог добиться назначения на этот пост своего сына Мухаммед Хаким-бия.
В бухарском квартале Равгангарон (по другим сведениям, в квартале Мусурмон-энага) было большое двухэтажное медресе, известное как медресе Уткур-кушбеги.
Уткур кушбеги скончался в Бухаре.